# Una Mattina
Una Mattina ist ein Musikalbum aus dem Jahr 2004 des italienischen Pianisten Ludovico Einaudi.

## Hintergrund
Einaudi beschrieb Una Mattina folgendermaßen:

“If someone asked me about this album, I would say it is a collection of songs linked together by a story. But unlike my other albums, it doesn't belong to a time in the past. It speaks about me now, my life, the things around me. My piano, which I have nicknamed Tagore, my children Jessica and Leo, the orange kilim carpet that brightens up the living room, the clouds sailing slowly across the sky, the sunlight coming through the window, the music I listen to, the books I read and those I don't read, my memories, my friends and the people I love.”

„Wenn mich jemand nach diesem Album fragen würde, würde ich sagen, es handelt sich um eine Sammlung von Liedern, die durch eine Geschichte miteinander verbunden sind. Aber im Gegensatz zu meinen anderen Alben gehört es nicht der Vergangenheit an. Es spricht über mich jetzt, mein Leben, die Dinge um mich herum. Mein Klavier, das ich Tagore genannt habe, meine Kinder Jessica und Leo, der orangefarbene Kilim-Teppich, der das Wohnzimmer aufhellt, die langsam am Himmel segelnden Wolken, das Sonnenlicht, das durch das Fenster fällt, die Musik, die ich höre, die Bücher, die ich lese, und die, die ich nicht lese, meine Erinnerungen, meine Freunde und die Menschen, die ich liebe.“

## Titelliste
| #  | Titel          | Länge |
| -- | -------------- | ----- |
| 1  | Una mattina    | 3:26  |
| 2  | Ora            | 7:57  |
| 3  | Resta con me   | 4:57  |
| 4  | Leo            | 5:10  |
| 5  | A fuoco        | 4:32  |
| 6  | Dolce droga    | 3:28  |
| 7  | Dietro casa    | 3:53  |
| 8  | Come un fiore  | 4:28  |
| 9  | DNA            | 3:43  |
| 10 | Nuvole nere    | 5:04  |
| 11 | Questa volta   | 4:35  |
| 12 | Nuvole bianche | 5:57  |
| 13 | Ancora         | 12:09 |